# Ariane et Barbe-bleue
Ariane et Barbe-bleue és una òpera («conte musical») en tres actes amb música de Paul Dukas i llibret en francès que és adaptació (amb molt pocs canvis) de l'obra teatral simbolista de Maurice Maeterlinck, basat al seu torn en el conte Barbablava de Charles Perrault. L'única òpera del compositor, es va estrenar el 10 de maig de 1907 a l'Opéra-Comique de París.
L'obra sovint s'ha comparat amb la de Debussy Pelléas et Mélisande (1902), també basada en una obra de Maeterlinck. Debussy havia acabat virtualment la seva partitura quan Dukas va començar a treballar en la seva. També s'ha comparat amb la versió més cèlebre de la llegenda, El castell de Barbablava, que el 1918 va estrenar Béla Bartók.

## Origen i context
El compositor, l'impressionista Paul Dukas, ha viscut sempre a l'ombra de Debussy.
Dukas havia quedat impressionat amb l'obra de Maeterlinck quan es va publicar per primera vegada el 1899. Maeterlinck havia reservat inicialment els drets d'usar Ariane com a llibret per a Edvard Grieg. Quan Grieg va abandonar els seus plans de compondre l'òpera, Maeterlinck la hi va oferir a Dukas en el seu lloc. Dukas va treballar en la partitura entre 1899 i 1906.

## Personatges
| Personatge                                                  | Tessitura             | Repartiment de l'estrena, 10 de maig de 1907 (Director: François Ruhlmann) |
| ----------------------------------------------------------- | --------------------- | -------------------------------------------------------------------------- |
| Ariane                                                      | soprano               | Georgette Leblanc                                                          |
| La nourrice (Institutriu)                                   | contralt              | Cécilie Thévenet                                                           |
| Barbe-bleue (Barbablava)                                    | baix                  | Félix Vieuille                                                             |
| Sélysette, una de les cinc anteriors esposes de Barbe-bleue | contralt/mezzosoprano | Suzanne Brohly                                                             |
| Ygraine, una altra esposa de Barbe-bleue                    | soprano               | Marthe Bakkers                                                             |
| Mélisande, una altra esposa de Barbazul                     | soprano               | Hélène Demellier                                                           |
| Bellangère, una altra esposa de Barbe-bleue                 | soprano               | Berg                                                                       |
| Alladine, una altra esposa de Barbe-bleue                   | paper mut             | Régina Badet                                                               |
| Un ancià camperol                                           | baix                  | Louis Azéma                                                                |
| Segon camperol                                              | tenor                 | Lucazeau                                                                   |
| Tercer camperol                                             | baix                  | Tarquini                                                                   |
| Cor: Camperols, Públic                                      |                       |                                                                            |